# Glowitz (Putbus)
Glowitz ist ein Ortsteil der Stadt Putbus im Landkreis Vorpommern-Rügen in Mecklenburg-Vorpommern.

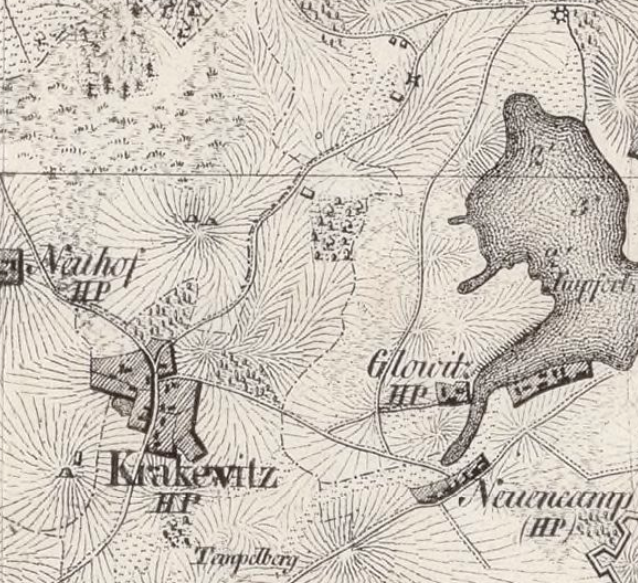
Glowitz auf einer Landkarte von 1829

## Geografie und Verkehrsanbindung
Glowitz liegt südlich der Kernstadt Putbus am Südufer des Wreechener Sees.